# Tmeticus
Tmeticus là một chi nhện trong họ Linyphiidae.